# Nobuyoshi Tamura
Nobuyoshi Tamura (田村 信喜, Tamura Nobuyoshi) foi um mestre de AIKIDO, que treinou diretamente com o criador da arte marcial. Nasceu em 2 de março de 1933, em Osaca, no Japão e faleceu em 9 de julho de 2010.

## Biografia
Mestre Tamura era filho de um mestre de kendo. Ele começou a treinar AIKIDO no Aikikai Hombu Dojo, em 1953, tornando aluno  do O-Sensei (uchi deshi). Contribuiu muito para a disseminação da arte marcial em França, pelo que foi reconhecido. Era o diretor técnico nacional da Federação Francesa de AIKIDO, recebendo o título honorífico de cavaleiro (Chevalier de l'Ordre National du Mérite), em 1999.

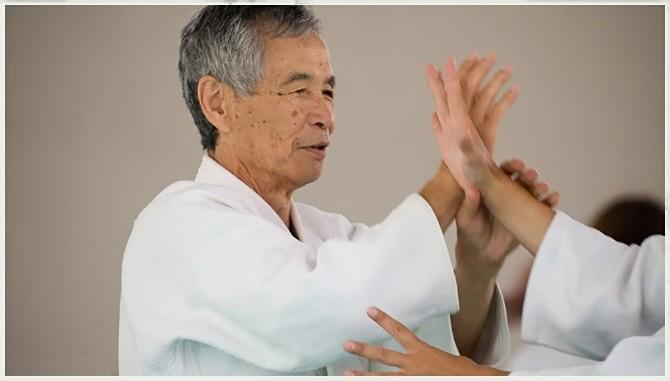

O mestre foi graduado com o 8º dan e o título de Shihan. Título bastante justo pelo que desenvolveu pelo AIKIDO, sendo o instrutor de muitos dos praticantes da arte, como Toshiro Suga e Pierre Chassang.
Foi casado com dona Rumiko, que era praticante de aiquido na sede original do fundador e teve três filhos.
Faleceu em 9 de julho de 2010, deixando sua memória e os ensinamentos do seu SENSEI bem viva no meio aikidoka internacional.